# Jaana Pelkonen

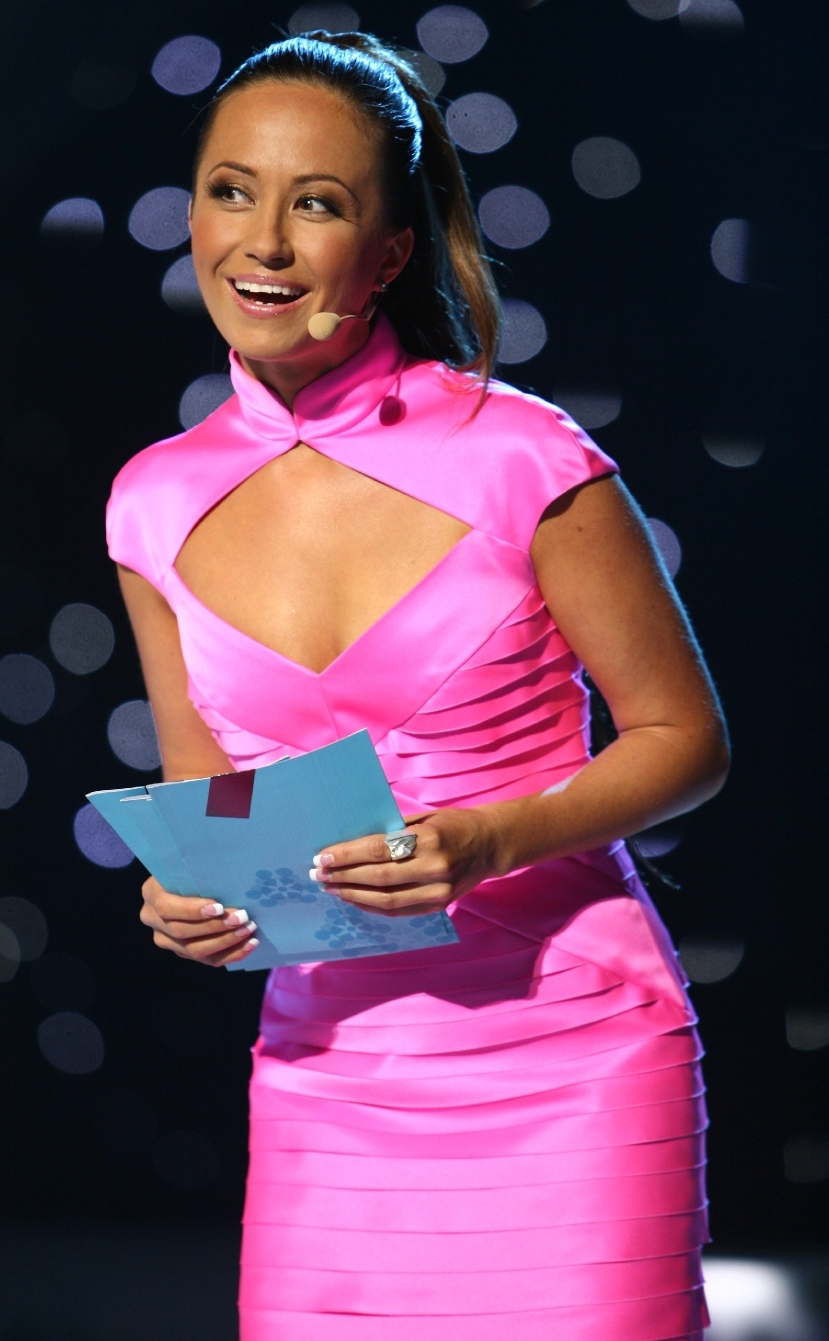
Jaana Pelkonen

Jaana Pelkonen (Lahti, 27 januari 1977) is een Finse presentatrice en model.
Pelkonen die aan de universiteit van Helsinki sociale wetenschappen heeft gestudeerd, werd in haar eigen land beroemd als presentatrice van spel- en amusementsprogramma's alsmede van de Finse voorrondes van het Songfestival. Samen met Mikko Leppilampi presenteerde ze ook het Eurovisiesongfestival 2007.
- MusicBrainz: fca6379b-8283-4054-b388-4494c8523839